# Rotbandspanner
Der Rotbandspanner (Rhodostrophia vibicaria), auch Esparsetten-Rotbandspanner  genannt, ist ein Schmetterling (Nachtfalter) aus der Familie der Spanner (Geometridae).

## Merkmale
Die Falter erreichen eine Flügelspannweite von 27 bis 33 mm. Die zweite Generation ist deutlich kleiner, ebenso Exemplare im nördlichsten Teil des Verbreitungsgebietes. Bei den Vorderflügeln ist der Winkel zwischen Vorderrand und Außenrand relativ klein. Die Hinterflügel sind in der Mitte des Außenrandes leicht gewinkelt. Die Grundfarbe ist hellbraun bis gelblichbräunlich, selten auch etwas olivfarben. Es sind drei Querlinien vorhanden, die fast immer sehr deutlich ausgeprägt sind, lediglich die innere ist oft schwächer gezeichnet. Das Feld zwischen der mittleren und der äußeren Querlinie ist oft rot ausgefüllt. Selten ist auch das Saumfeld etwas rötlich. Meist sind aber die Fransen intensiv rot gefärbt. Die Zeichnung setzt sich in der Regel auf die Hinterflügel fort; jedoch fehlt die innere Querlinie. Diskalflecken können auf Vorder- und Hinterflügeln vorhanden sein, meist fehlen sie jedoch auf dem Hinterflügel.
Das etwas unregelmäßige, an beiden Enden etwas abgestumpfte Ei zeigt auf der Außenseite 16 Längsrippen, die sich mit schwächeren Querrippen kreuzen. Es ist zunächst hellgelb und wird später hellrot.
Die Raupe ist sehr lang und schlank: sie wird zum Kopf hin noch etwas schlanker. Sie ist gelblichgrau bis bräunlichgrau, aber selten auch grünlich, rötlich oder ockerfarben.
Die Puppe weist eine gelbbraune Färbung auf. Auf dem kegelförmigen Kremaster sitzen zwei auseinander stehende Borsten.

## Geographische Verbreitung und Habitat
Die Art kommt von West- über Mittel- bis nach Osteuropa und nach Sibirien vor. Im Norden reicht es bis ins südliche Fennoskandien und ins Baltikum, im Süden bis nach Nordafrika. Sie fehlt jedoch auf den Britischen Inseln. Im Osten zieht es sich über Kleinasien, das Kaukasusgebiet, Nordiran bis in die Zentralasiatischen Gebirge. Allerdings ist das Vorkommen lückenhaft, oft inselartig. Im nördlichen Teil des Verbreitungsgebietes (etwa nördlich der Alpen) kommt die Art von 0 bis etwa 700 m über Meereshöhe vor. In den Alpen steigt die Art bis auf 1100 m, in den Südalpen bis 1500 m. In Südeuropa kommt sie bis in Höhen von 2600 m Höhe vor. Dort fehlt sie gewöhnlich aber unter 1000 m. In Nordafrika und im Iran ist sie von etwa 1600 m bis auf 3000 m anzutreffen.
Die Art ist xerothermophil, d. h., sie liebt trockene warme Standorte. In Mitteleuropa besiedelt sie trockenwarme Magerrasen, felsige Halbtrockenrasen auf Kalkboden, Wacholderheiden, Lichtungen in Eichen-Hainbuchen-Wälder und eichenreiche Kiefernwälder auf Sandboden. Aber auch in anthropogenen Habitaten ist die Art zu finden, wie z. B. aufgelassene Weinberge, aufgegebene Halbtrockenwiesen, sonnige Wegböschungen und Bahndämme und Steinbrüche. An der Küste auch windgeschützte, sonnige Dünenhänge, im Norden auch Heideland und Moore. In Kleinasien, Iran und Zentralasien lebt sie ausgesprochen xeromontan, d. h., bevorzugt trockene Gebirgslagen.

## Phänologie und Lebensweise
Die Art ist in Mitteleuropa gewöhnlich univoltin; d. h., es wird nur eine Generation gebildet. Die Falter fliegen von Anfang Juni bis Ende Juli. Selten wird noch eine unvollständige zweite Generation gebildet. Deren Falter werden von Ende Juli bis Mitte September angetroffen. In Südeuropa etwa südlich der Alpen wird regelmäßig eine zweite Generation gebildet. Die Falter fliegen selten am Tag. Meist ruhen sie in der Vegetation, können aber leicht aufgescheucht werden. Die Hauptaktivität ist in der Dämmerung, und sie werden von künstlichen Lichtquellen angelockt. Die Falter saugen Nektar, bisher wurde dies aber nur an Natternköpfen (Echium) beobachtet.
Die Raupen sind polyphag, die eine Vielzahl von krautigen Pflanzen fressen, bevorzugt Hülsenfrüchtler (Fabaceae). An Raupennahrungspflanzen werden genannt: Besenheide (Calluna vulgaris), Behaarter Ginster (Genista pilosa), Besenginster (Cytisus scoparius), Taubenkropf-Leimkraut (Lychnis vulgaris vel Silene vulgaris), Kleiner Wiesenknopf (Sanguisorba minor), Schlehdorn (Prunus spinosa), Saat-Esparsette (Onobrychis viciifolia), Färber-Ginster (Genista tinctoria), Gewöhnlicher Löwenzahn (Taraxacum officinale), Magerwiesen-Margerite (Leucanthemum vulgare), Gewöhnlicher Hufeisenklee (Hippocrepis comosa), Onobrychis sativa, Kronwicken  (Coronilla), Luzerne (Medicago sativa), Süß-Tragant (Astragalus glycyphyllos), Wundklee (Anthyllis), Rosen (Rosa), Ampfer (Rumex), Heidelbeere (Vaccinium myrtillus), Dürrwurz (Inula conyzae), Gemeine Wegwarte (Cichorium intybus) und Feld-Steinquendel (Acinos arvensis). Die Zucht gelang auch mit Gemeiner Goldregen (Laburnum anagyroides), Bunte Kronwicke (Coronilla varia), Vogelknöteriche (Polygonum), Ginster (Genista) und Dänischer Tragant (Astragalus danicus).
Gewöhnlich überwintert die Raupe, selten auch die Puppe oder das Ei.

## Systematik
Die Art wurde 1759 von Carl Alexander Clerck unter dem Namen Phalaena vibicaria erstmals wissenschaftlich beschreiben. Aufgrund der Variabilität wurde die Art unter weiteren sechs Namen beschrieben, die deshalb jüngere Synonyme sind. Derzeit werden drei Unterarten anerkannt: die nominotypische Unterart Rhodostrophia vibicaria vibicaria Clerck, 1759, Rhodostrophia vibicaria strigata (Staudinger, 1871) (Iberische Halbinsel und Nordafrika von Marokko bis Algerien) und Rhodostrophia vibicaria unicolorata (Staudinger, 1871) (Altai, Zentralasiatische Gebirge). Die früher als eigenständige Unterart betrachtete Rhodostrophia vibicaria minuta Heydemann, 1933 auf den ostfriesischen Inseln mit olivgrüner Grundfarbe und kleiner Flügelspannweite, wurde von Hausmann wieder mit der nominotypischen Unterart vereinigt.

## Gefährdung
Die Art ist in einigen deutschen Bundesländern durch die Intensivierung der Bewirtschaftung und Aufforstung stark gefährdet, z. B. in Mecklenburg-Vorpommern, Niedersachsen und Nordrhein-Westfalen. In Sachsen ist sie in der Kategorie 3 (gefährdet) gelistet. In Brandenburg und Rheinland-Pfalz ist sie eine Art der Vorwarnstufe, d. h., die Bestände sind rückläufig.